# Lüttringen
Lüttringen – dzielnica (Ortsteil) wiejskiej gminy Ense w powiecie Soest, w kraju związkowym Nadrenia Północna-Westfalia, w rejencji Arnsberg.

## Demografia
Według danych z 2000 roku w Lüttringen mieszkało 981 mieszkańców. Liczba ta stopniowo wzrastała lub się zmniejszała; 966 (2005), 905 (2010), 873 (2015), 845 (2020). Według spisu ludności z lipca 2024 roku, w Lüttringen mieszkało 869 mieszkańców.

## Historia

### Reorganizacja gmin
W ramach reorganizacji gmin 1 lipca 1969 roku Lüttringen wraz z 13 innymi miejscowościami stało się częścią nowej gminy Ense.

## Edukacja
Według danych z 2022 roku na terenie Lüttringen znajduje się obiekt komunalny "Familienzentrum Lummerland", z którym współpracuje dzielnica Hünningen.

## Sport
W Lüttringen aktywny jest klub sportowy "SV 1911 Lüttringen e.V.", który zajmuje się tenisem, piłką nożną i siatkówką.